# Ton van Ede
Anthonie G. (Ton) van Ede (Ede, 9 februari 1958) is een Nederlands luitenant-generaal van het Korps Mariniers. Hij was van 29 november 2012 tot 26 juni 2014 inspecteur-generaal der Krijgsmacht.

## Loopbaan
Van Ede begon in 1976 zijn loopbaan bij het Korps Mariniers met de officiersopleiding bij het Koninklijk Instituut voor de Marine te Den Helder en in de Van Braam Houckgeestkazerne te Doorn.
Daarna had van Ede operationele en beleidsfuncties binnen de krijgsmacht. Hij was in 1993 compagniescommandant tijdens de VN-vredesmissie in Cambodja en in 2001 had hij de leiding over het bataljon dat deelnam aan de vredesmissie in Ethiopië en Eritrea. Van Ede was van januari 2010 tot april 2012 plaatsvervangend commandant van de Zeestrijdkrachten en van mei 2012 tot november 2012 project-generaal Personeelsbeleid. Gedurende die periode heeft hij nader vorm gegeven aan het strategisch personeelsbeleid bij defensie.
Op 29 november 2012 werd hij benoemd tot inspecteur-generaal der Krijgsmacht als opvolger van A.C. Oostendorp. Hij was in die functie de eerste marinier.
Bij de inhuldiging van koning Willem Alexander in 2013 droeg Van Ede de rijksstandaard. Per 1 juli 2014 is Generaal Van Ede met functioneel leeftijdsontslag.

## Onderscheidingen
- Officier in de Orde van Oranje-Nassau met Zwaarden
- Herinneringsmedaille VN-Vredesoperaties (UNTAC)
- Herinneringsmedaille VN-Vredesoperaties (UNMEE)
- Herinneringsmedaille Vredesoperaties
- Onderscheidingsteken voor Langdurige Dienst als officier
- Inhuldigingsmedaille 2013
- Marinemedaille
- Kruis voor betoonde marsvaardigheid
- Vaardigheidsmedaille van de Nederlandse Sport Federatie
- Kruis van de Koninklijke Vereniging van Nederlandse Reserve-Officieren voor de Militaire Prestatietocht
- VN-Medaille (UNTAC)
- VN-Medaille (UNMEE)
- Navy & Marine Corps Commendation Medal